# 秦侏儒
秦侏儒（?—?），姓名不详，战国时期秦国人物，是秦国派到楚国的间谍。
秦国的侏儒得到楚王（楚怀王或楚威王）的喜爱，他在国内被秦惠文王器重，在楚国暗中结交了楚王的左右侍从。碰上楚国订立谋略计划时，侏儒常常先知道，把消息告诉给秦惠文王。